# Maniac Cop (série de films)
Maniac Cop est une série cinématographique d'horreur américaine réalisée par William Lustig.
Cette série est composée de trois opus :
- Maniac Cop, sorti en 1988 ;
- Maniac Cop 2, sorti en 1990 ;
- Maniac Cop 3, sorti en 1993.

L'acteur principal est Robert Z'dar dans le rôle de Matt Cordell. 

## Fiche technique de la trilogie
| Équipe technique | Films                 | Films               | Films               |
| Équipe technique | Maniac Cop (1988)     | Maniac Cop 2 (1990) | Maniac Cop 3 (1993) |
| ---------------- | --------------------- | ------------------- | ------------------- |
| Réalisateurs     | William Lustig        | William Lustig      | William Lustig      |
| Réalisateurs     |                       | Joel Soisson        |                     |
| Producteurs      | Larry Cohen           | Larry Cohen         | Larry Cohen         |
| Producteurs      |                       | Frank D'Alessio     | Michael Leahy       |
| Producteurs      |                       | David Hodgins       | Joel Soisson        |
| Scénariste       | Larry Cohen           | Larry Cohen         | Larry Cohen         |
| Compositeur(s)   | Jay Chattaway         | Jay Chattaway       | Jerry Goldsmith     |
| Photographie     | Vincent J. Rabe       | James Lemmo (en)    | Jacques Haitkin     |
| Monteur(s)       | David Kern            | David Kern          | David Kern          |
| Monteur(s)       |                       | Michael Elliot      |                     |
| Budget           | 1 100 000 $           | 4 000 000 $         |                     |
| Durée            | 85 minutes            | 90 minutes          | 85 minutes          |
| Dates de sortie  | 13 mai 1988           | 18 juillet 1990     | 7 juillet 1993      |
| Genres           | Horreur, Action       | Horreur, Action     | Horreur, Action     |
| Distributeur(s)  | Shapiro Entertainment | Medusa Pictures     |                     |

## Distribution
| Personnages     | Films             | Films               | Films               |
| Personnages     | Maniac Cop (1988) | Maniac Cop 2 (1990) | Maniac Cop 3 (1993) |
| --------------- | ----------------- | ------------------- | ------------------- |
| Matthew Cordell | Robert Z'dar      | Robert Z'dar        | Robert Z'dar        |
| Jack Forrest    | Bruce Campbell    | Bruce Campbell      |                     |
| Teresa Mallory  | Laurene Landon    | Laurene Landon      |                     |
| Frank McCrae    | Tom Atkins        |                     |                     |
| Sean McKinney   |                   | Robert Davi         | Robert Davi         |